# Sita Buzăului, Covasna
Sita Buzăului este satul de reședință al comunei cu același nume din județul Covasna, Transilvania, România. Se află în partea de sud a județului, în Depresiunea Întorsura Buzăului, pe Buzău.

## Obiectiv memorial
Monumentul Eroilor Români din Primul și Al Doilea Război Mondial. Monumentul este de tipul troiță și a fost dezvelit în anul 1981, în memoria eroilor români jertfiți în anii 1914-1918 și 1940-1944. Troița este amplasată în centrul satului Sita Buzăului, fiind realizată din lemn, fără să aibă gard împrejmuitor. În ansamblu, monumentul cuprinde un stâlp masiv, deasupra căruia este o cruce, cu un acoperiș în patru ape, susținut de stâlpul central și de două cruci mici. Pe latura frontală se află un înscris comemorativ: „În cinstea eroilor căzuți pe câmpul de luptă pentru țara românească și neamul românesc“. 